# Iain Sinclair
Pour les articles homonymes, voir Sinclair.
Œuvres principales
London Orbital
Compléments
Royal Society of Literature
Iain Sinclair, né le 11 juin 1943 à Cardiff, est un poète et romancier britannique.

## Biographie
De 1956 à 1961, Iain Sinclair est étudiant au Cheltenham College. Il s'inscrit ensuite au Trinity College de Dublin, puis poursuit ses études à l'Institut Courtauld et au London Film School (alors le London School of Film Technique).
En littérature, il se fait connaître par ses recueils de poésie où il juxtapose parfois prose et poèmes. Il est lauréat du prix James Tait Black pour Downriver (1991), son deuxième roman.
Il est membre de la Royal Society of Literature.
Fort influencé par la psychogéographie, la plupart de ses livres ont Londres pour thème, notamment London Orbital (2002), sorte de récit de voyage poétique des boulevards de ceinture londoniens.
Depuis 2013, il donne à l'occasion des cours à l'université des arts créatifs.

## Œuvre

### Poésie
- Back Garden Poems (1970)
- Muscat's Wurm (1972)
- The Birth Rug (1973)
- Lud Heat (1975), recueil de textes en prose et de poèmes
- Suicide Bridge (1979), recueil de textes en prose et de poèmes
- Flesh Eggs and Scalp Metal (1983)
- Autistic poses (1985)
- Flesh Eggs and Scalp Metal: Selected Poems 1970–1987 (1987)
- Significant wreckage (1988)
- Jack Elam's Other Eye (1991)
- The Shamanism of Intent (1991)
- The Ebbing of the Kraft (1997)
- Saddling The Rabbit (2002)
- The Firewall (2006)
- Postcards from the 7th Floor (2010)
- Red Eye (2017)

### Romans
- White Chappell, Scarlet Tracings (1987)
- Downriver (1991)
- Radon Daughters (1994)
- Clinker in the Pesthouse (1995)
- Slow Chocolate Autopsy (1997)
- Landor's Tower (2001)
- White Goods (2002)
- Dining on Stones (2004)

### Recueils de nouvelles
- The Mammoth Book of Best New Horror, volume 8 (1997), recueil collectif
- Road Stories (2012), recueil collectif

### Nouvelles
- Hardball (1996)
- No More Yoga of the Night Club (1996)
- The Apotheosis of Lea Bridge Road (1997)
- The Articulate Head (1997)
- Careful the Horse's Bite (1997)
- The Contents of the Kettles (1997)
- The Fifth Man in the Garden (1997)
- Living with Raptors (or, the Missionary Position) (1997)
- Two Gentlemen of Soho (1997)

### Essais
- Crash (1999)
- Sorry Meniscus (1999)

### Mémoires
- Ghost Milk: Calling Time on the Grand Project (2011)
- Ghost Milk (2012)

### Autres publications
- The Kodak Mantra Diaries: Allen Ginsberg in London (1971)
- Muscat's Wurm (1972)
- Lights Out for the Territory (1996)
- Crash (1999)
- Liquid City (1999), en collaboration avec Marc Atkins
- Rodinsky's Room (1999), en collaboration avec Rachel Lichtenstein Publié en français sous le titre Le Secret de la chambre de Rodinsky, traduit par Bernard Hœpffner et Marie-Claude Peugeot, Monaco/Paris, Le Rocher, coll. « Anatolia », 2002, 393 p.  (ISBN 2-268-04141-7)[4]
- Rodinsky's A to Z of London (1999)
- Old Elgin (2000)
- London Orbital (2002) Publié en français sous le titre London orbital, traduit par Maxime Berrée, Paris, Éditions Inculte, 2010, 651 p.  (ISBN 978-2-916940-40-3)[5],[6],[7] ; rééd., Arles, Actes Sud, coll. « Babel » no 1411, 2016, 731 p.  (ISBN 978-2-330-06687-1)
- Edge of the Orison (2005)
- London: City of Disappearances (2006)
- Buried At Sea (2006)
- Hackney, That Rose-Red Empire (2008)
- American Smoke (2013)
- London Overground (2015) Publié en français sous le titre London overground [« London Overground: A Day's Walk around the Ginger Line »], trad. de Maxime Berrée, Paris, Éditions Inculte, 2016, 320 p.  (ISBN 979-1-095086-30-7)[8]
- Black Apples of Gower (2015)
- My Favourite London Devils (2016)
- The Last London: True Fictions from an Unreal City, Oneworld Publications, (2017)Publié en français sous le titre Quitter londres : histoires vraies d'une ville irréelle , trad. de Maxime Berrée, Paris, Éditions Inculte, 2018, 464 p.  (ISBN 979-1-095086-90-1)

### Recueil de textes publié uniquement en France
- Londres 2012 et autres dérives, traduit par Héloïse Esquié et de Yann Perreau, Paris, Éditions Manuella, 2011, 92 p.  (ISBN 978-2-917217-04-7)[9]

### Documentaire
- London orbital, avec Chris Petit et la participation de J. G. Ballard, 2002